# Dan ljudskih prava
Dan ljudskih prava obilježava se 10. prosinca svake godine, na dan kada je 1948. godine Opća skupština Ujedinjenih naroda usvojila Opću deklaraciju o ljudskim pravima. Deklaracijom se pozivaju svi narodi na priznanje urođenog dostojanstva te jednakih i neotuđivih prava svih članova ljudske obitelji kao temelja slobode, pravde i mira u svijetu.
Mnoge vladine i nevladine organizacije koje djeluju na području zaštite ljudskih prava na ovaj dan izvještavaju o stanju ljudskih prava, organiziraju izložbe i konferencije te dodjeljuju nagrade zaslužnima za obranu ljudskih prava i sloboda.

## Povijest
Opću deklaraciju o ljudskim pravima je 1948. godine na Općoj skupštini UN-a podržalo četrdeset i osam država, a osam država bilo je suzdržano. Deklaracija je, kao što piše u preambuli, proglašena "zajedničkim mjerilom postignuća svih naroda i nacija" kojoj svi pojedinci i društva trebaju težiti "kako bi se postupnim domaćim i međunarodnim mjerama osiguralo njihovo opće i djelotvorno priznanje i primjena". Iako su je i kritičari i zagovaratelji ocijenili više deklarativnom negoli obvezujućom, Deklaracija je potaknula formuliranje više od 60 mehanizama za zaštitu ljudskih prava koji zajedno predstavljaju danas važeći međunarodni standard zaštite ljudskih prava.  
Službeno je Dan ljudskih prava ustanovljen 1950. kada je Opća skupštine UN-a usvojila rezoluciju 423(V) u kojoj se pozivaju sve države članice kao i druge zainteresirane organizacije da prihvate 10. prosinca kao Dan ljudskih prava.  
Visoki povjerenik UN-a za ljudska prava glavni je dužnosnik za ljudska prava Ujedinjenih naroda i kao takav zadužen za koordinaciju aktivnosti obilježavanja Dana ljudskih prava. Obično se svake godine izabire posebna tema kojoj se posvećuje pozornost: 2010  Arhivirana inačica izvorne stranice od 1. prosinca 2020. (Wayback Machine), 2011  Arhivirana inačica izvorne stranice od 5. prosinca 2020. (Wayback Machine), 2012  Arhivirana inačica izvorne stranice od 5. prosinca 2020. (Wayback Machine), 2013, 2014  Arhivirana inačica izvorne stranice od 6. prosinca 2020. (Wayback Machine), 2015  Arhivirana inačica izvorne stranice od 1. prosinca 2020. (Wayback Machine), 2016  Arhivirana inačica izvorne stranice od 5. prosinca 2020. (Wayback Machine), 2017, 2018, 2019, 2020.

## Obilježavanje u svijetu
Dan se uobičajeno obilježava političkim konferencijama i sastancima na visokoj razini, kao i kulturnim događanjima i izložbama posvećenim ljudskim pravima. To je dan kada se svakih pet godina dodjeljuje nagrada Ujedinjenih naroda za ljudska prava. Europski parlament na Dan ljudskih prava dodjeljuje godišnju nagradu Saharov pojedincima i organizacijama koje su posvetile život obrani ljudskih prava i sloboda. I međunarodna organizacija Reporteri bez granica dodjeljuje na ovaj dan svoju nagradu za ljudska prava. Nobelova nagrada za mir se također dodjeljuje 10. prosinca, ali nevezano za Dan ljudskih prava. Mnoge vladine i nevladine organizacije koje djeluju na području zaštite ljudskih prava organiziraju posebna događanja kojima obilježavaju ovaj dan. Organizacije za ljudska prava poput Amnesty International koriste ovaj dan svake godine kako bi kritički sagledale situaciju s ljudskim pravima diljem svijeta i upozorile na trenutna žarišta.  
| Godina | Akcija |
| ------ | --- |
| 1979.  | Shih Ming-teh je organizirao kampanju za ljudska prava u Kaohsiungu, na Tajvanu. To je prouzročilo incident koji su obilježila tri vala uhićenja i namještena suđenja političkih oponenata vladajuće stranke Kuomintang te njihova posljedična uhićenja. |
| 1983.  | Predsjednik Argentine, Raúl Alfonsin, preuzeo je vlast 10. prosinca 1983. godine završavajući vojnu diktaturu koja je trajala od 1976. godine. Izbor tog datuma za njegovu inauguraciju povezan je s kršenjem ljudskih prava koja su se odvijala za vrijeme diktature. Od tada, sve predsjedničke inauguracije održavaju se 10. prosinca. |
| 2004.  | - Međunarodni PEN započeo je novu kampanju kako bi osigurao oslobađanje iz zatvora „cyber-disidenata“ u Narodnoj Republici Kini, na Maldivima i u Vijetnamu. - Među-američka Komisija za ljudska prava, UN-ov posebni predstavnik za branitelje ljudskih prava i Komisija Afričke unije za ljudska i narodna prava izdali su zajednički komunikej u kojem su osudili Europsku uniju za njezino nedavno prihvaćanje seta smjernica za zaštitu osoba koje se bave ljudskim pravima te su pozvali druge svjetske regije da poduzmu lične korake u tom smjeru. - Američka Udruga za unapređenje znanosti organizirala je seminar u New Yorku o akademskim slobodama u Iraku. - Dan ljudskih prava podržala je Međunarodna humanistička i etička zajednica. |
| 2006.  | Zanimljiva je slučajnost da je 10. prosinca 2006. godine, u dobi od 91 godine, od srčanog udara preminuo bivši čileanski diktator Augusto Pinochet. Pinochet je bio poznat po kršenju ljudskih prava za vrijeme svoje autoritarne vladavine. |
| 2008.  | - Aktivisti za LGBT prava u Kaliforniji pozvali su stanovnike da podrže jednaka prava za njih. To je bio odgovor na obnovljenu zabranu homoseksualnih brakova jer je prijedlog 8 potvrđen ranije te godine. - Nekoliko je ljudi pritvoreno u NR Kini nakon što je oko 300 ljudi potpisalo online peticiju pod nazivom Povelja 08 za vladu da poboljša ljudska prava u državi. U Pekingu, manji prosvjed je rastjeran, a održao se ispred Ministarstva vanjskih poslova. - UNYA Australija proslavila je Dan ljudskih prava kampanjom write4rights. Zatražili su od mladih da pridonesu tako da stvore neku poruku o ljudskim pravima preko telefona ili na mrežnim stranicama koje će biti vidljive u glavnim gradovima australskih saveznih država. - Amnesty International organizirao je veliki događaj u Parizu kako bi se komemorirala 60. godišnjica proglašenja UN-ove rezolucije o ljudskim pravima. - Obilježavanja su održana u Phnom Penhu i u drugim dijelovima Kambodže, uključujući marš 5000 osoba te puštanje balona od strane dodatnih 1000 ljudi. To su organizirale nevladine organizacije. - Druga obilježavanja i događaji održani su i u Rusiji te u Indiji. |
| 2009.  | 10. prosinca 2009. godine održana je 61. godišnjica Opće deklaracije o ljudskim pravima. Tom Malinowsky iz Human Rights Watcha u američkoj saveznoj državi Washington, komentirao je da je bilo napretka na području ljudskih prava u zadnjih 40 godina. |
| 2011.  | Nakon godine raznih prosvjeda u mnogim državama, od Tunisa do Kaira do Occupy pokreta, u 2011. godini prepoznat je značaj društvenih medija i tehnologije u pomaganju zagovarateljima ljudskih prava kroz razne nove načine. |
| 2012.  | Uključivost i pravo na sudjelovanje u javnom životu bila je tema Dana ljudskih prava 2012. godine. Fokus 2012. bio je na tome da se čuje glas svih ljudi i da budu uključeni u donošenje političkih odluka. Slogan „Moj glas vrijedi“ korišten je u provjedima širom svijeta u znak protesta zbog ekonomske, političke i socijalne nejednakosti. |
| 2013.  | Proslava dvadeset godina rada za svoja prava bila je tema proslave Dana ljudskih prava 2013. godine. Prije dvadeset godina uspostavljeno je mjesto Visokog povjerenika za ljudska prava koje je osnažilo službeni, neovisni glas da u cijelom svijetu govori o ljudskim pravima. |
| 2014.  | Tema "Svaki dan je dan ljudskih prava". Human Rights 365 slavi Opću deklaraciju o ljudskim pravima koja kaže da svatko, svugdje, u svako doba ima pravo na svoja ljudska prava. Ljudska prava pripadaju svima jednako i „povezuju nas kao globalnu zajednicu s istim idealima i vrijednostima“. |
| 2015.  | Tema "Naša prava, Naša sloboda, Uvijek" |
| 2016.  | Tema "Danas se založi za prava nekog drugog" |
| 2017.  | Tema "Stojimo uz jednakost, pravdu i ljudsko dostojanstvo" |
| 2018.  | Tema "Stojimo za ljudska prava" |
| 2019.  | Civil Human Rights Front organizira Hong Kong proteste dva dana prije Dana ljudskih prava s više stotina tisuća ljudi. Građani su tražili svojih pet zahtjeva, uključujući neovisnu istragu optužbi za neprilkladan tretman protestanata u Hong Kongu od strane policije tijekom protesta 2019-2020 tijekom 6 mjeseci, te univerzalne patnje. |
| 2020.  | Tema "Oporavi se bolje - zauzmi se za ljudska prava" |

## Obilježavanje u Hrvatskoj
Obilježavanja u suvremenoj povijesti Hrvatske vezana su uz ratne godine i prvenstveno mirovni pokret, anarhizam, prava žena, LGBT osoba, oboljelih od AIDSa/HIVa, te uz pro-EU i zeleni aktivizam. Tako se 1995. među organizatorima u Zagrebu ističu: "Antiratna kampanja Hrvatske, zagrebački anarhistički pokret, Amnesty International Hrvatske, Info Aids, Hrvatsko Vijeće Europskog Pokreta", uz pozvane:"pučki pravobranitelj RH, ministar unutarnjih poslova, sudac ustavnog suda, predsjednik saborskog Odbora za ljudska prava"
Od 2002. godine, u Zagrebu (a nešto kasnije i u Rijeci) Multimedijalni institut i Udruga za razvoj kulture, organiziraju godišnji Filmski festival ljudskih prava / Human Rights Film Festival (skraćeno HRFF). Kuća ljudskih prava Zagreb mreža je organizacija civilnog društva koju je 2008.  godine osnovalo šest  organizacija civilnog društva koja redovito obilježava Dan ljudskih prava a 2020 je to uradila online panelom unutar HRFFa.
Od 2017. godine Hrvatska je punopravna članica Vijeća za ljudska prava Ujedinjenih naroda sa sjedištem u Ženevi. Tom promjenom Hrvatska počinje uvoditi i temeljna znanja o ljudskim pravima u edukacijske programe i resurse Ministarstva znanosti. Neformalnom edukacijom o ljudskim pravima su se bavile organizacije u civilnom sektoru već deset godina ranije i okupljene oko GOOD inicijative producirajući popularne materijale poput fanzina i videa. 
Godine 2020. Sindikat novinara Hrvatske i Hrvatsko novinarsko društvo organizirali su povodom Dana ljudskih prava prosvjednu akciju #imašpravona kojom su upozorili na degradaciju novinarstva.

### Nagradeaktivistima za ljudska pravau Hrvatskoj
U Hrvatskoj se na Dan ljudskih prava dodjeljuje nekoliko nagrada pojedincima i organizacijama zaslužnim za promicanje i zaštitu ljudskih prava. Najpoznatije i najdugovječnije su nagrade Hrvatskog helsinškog odbora (HHO) koje se dodjeljuju u tri kategorije:
- Nagradu "Miko Tripalo" državnim dužnosnicima i predstavnicima lokalne samouprave i političarima za doprinos u zaštiti i promicanju ljudskih prava koji nadilazi profesionalne obveze i uobičajene standarde
- Nagradu "Joško Kulušić"[11] za doprinos u zaštiti ljudskih prava na području medijskog djelovanja
- Nagradu "Sulejman Mašović-Jovan Nikolić-Luka Vincetić" za doprinos u promicanju međureligijskog dijaloga, ekumenizma i vjerske tolerancije.

Posljednji puta HHO je svoje nagrade dodijelio 2018. godine.
Centar za mir, nenasilje i ljudska prava Osijek utemeljio je 2009. godine nagradu za promicanje mirotvorstva, nenasilja i ljudskih prava "Krunoslav Sukić". Nagrade i priznanja dodjeljuju se svake godine na Dan ljudskih prava pojedincima i organizacijama u nekoliko kategorija. Između ostaloga dodjeljuje se priznanje Knjiga godine i Knjiga desetljeća, te priznanje Mirotvorna škola.

## Galerija
- Poštanska marka SSSR-a za 15. godišnjicu Povelje iz 1963. godine.
- Poštanska marka s Farskih otoka iz 1998. godine
- Poštanska marka Moldavije iz 1998. godine

## Vanjske poveznice
- Glavna stranica UNa o Danu ljudskih prava
- Priopćenje vlade 2018. prilikom 70g od Opće deklaracije o ljudskim pravima
- Priopćenje Ministarstva vanjskih i europskih poslova 2019 oko 'godine ljudskih prava'
- Pučka pravobraniteljica o socijalnoj ugroženim kategorijama i aktivnostima 2019 za Dan ljudskih prava
- Kuća ljudskih prava (mreža nevladinih organizacija)
- http://sos-rijeka.org/10-prosinac-medunarodni-dan-ljudskih-prava/
- Hrvatski helsinški odbor
- https://www.hzjz.hr/sluzba-javno-zdravstvo/medunarodni-dan-ljudskih-prava/
- http://www.stampar.hr/hr/medunarodni-dan-ljudskih-prava-10-prosinca-2019-godine  Arhivirana inačica izvorne stranice od 28. veljače 2021. (Wayback Machine)
- Saborski govor o nagradi Krunoslav Sukić 2021. zastupnice Urše Raukar-Gamulin (YouTube)